# Мостът на река Куай
„Мостът на река Куай“ е британски военен филм от 1957 г. за Втората световна война, дело на режисьора Дейвид Лийн, по романа „Мостът на река Куай“ на френския писател Пиер Бул. Събитията и лицата във филма са художествена измислица, но като тяхна основа служи действителния строеж на Бирманската железопътна линия през 1942-43 г. Във филма участват известни актьори като Уилям Холдън, сър Алек Гинес, Джак Хокинс и Сесуе Хаякава.
През 1997 г. филмът е признат за „културно, исторически и естетически значим“, и избран за съхраняване в Националната филмова регистратура към Библиотеката на Конгреса на САЩ.

## Сюжет
Внимание:  Текстът по-долу разкрива сюжета на произведението (или части от него)!
След капитулацията на Сингапур в началото на Втората световна война, пленена британска военна част марширува към японски военнопленнически лагер в Западен Тайланд. Войниците са строени за преглед пред коменданта на лагера, полковник Сайто (Сесуе Хаякава), който ги информира за правилата си: всички затворници, без значение от ранга им, ще трябва да работят по строежа на мост над река Куай, нужен за нова железопътна линия.
Техният командир полковник Никълсън (Алек Гинес) напомня на Сайто, че Женевските конвенции изключват офицерите от полагането на ръчен труд, но Сайто вбесено заповядва всички да работят. На строя на следващата сутрин, японският полковник заплашва офицерите с разстрел, и Никълсън отказва да отстъпи. Когато се намесва майор Клиптън (Джеймс Доналд), британския военен лекар, Сайто оставя офицерите да стоят цял ден прави на силната тропическа горещина. На вечерта, офицерите са затворени в барака за наказания, докато Никълсън е заключен в „пещта“ – желязна кутия на открито, и оставен без храна и вода.
Клиптън се опитва да преговаря със Сайто за освобождаването на британския полковник, но самият Никълсън отказва да направи компромис. В същото време, войниците работят колкото може по-малко и саботират строежа по всевъзможен начин. Сайто е загрижен, че ако не изпълни задачата в срок, ще бъде задължен да извърши харакири (ритуално самоубийство). Използвайки годишнината от победата на Япония в Руско-японската война от 1905 г. като подходящо извинение за запазване на репутацията си, той се предава, и освобождава Никълсън и офицерите му да поемат отново ръководството на войниците си.
Никълсън инспектира строежа и е шокиран от това, което открива. Пренебрегвайки протестите на някои от офицерите си, той заповядва на капитан Рийвс и майор Хюз да проектират и построят подходящ мост, въпреки военната стойност, която ще има за японците, с цел да запази морала на мъжете си. Японските инженери са избрали неподходящо място, така че първоначалния строеж е изоставен и е започнат нов мост с използването на по-добри материали, на 400 ярда надолу по течението. Британските офицери са обезпокоени, че това може да бъде счетено за колаборационизъм, но Никълсън е твърдо решен задачата да бъде свършена толкова добре, колкото може да бъде; и да бъде свършена от мъжете му като британски войници, а не като принудителен робски труд.
Междувременно, трима от лагеристите се опитват да избягат. Двама са застреляни, но третият – американския флотски офицер Шиърс (Уилям Холдън), успява да премине през джунглата, въпреки че е тежко ранен. След дълго лутане, най-накрая Шиърс се озовава в село, чиито жители му помагат да избяга с лодка, и да достигне болницата в Маунт Лавиния в Цейлон.
Шиърс се наслаждава на възстановяването си на острова, прекарвайки времето си с британска медицинска сестра, но точно преди да потегли за САЩ, майор Уордън (Джак Хокинс) поисква от американеца да се присъедини като доброволец към мисия на диверсанти за унищожаването на моста. Шиърс е ужасен от идеята и разкрива, че въобще не е офицер, а моряк от американския крайцер „Хюстън“, който е сменил униформата си с тази на мъртвия офицер Шиърс след потопяването на кораба, с цел да получи по-добро отношение от японците като към пленен офицер. Но Уордън вече знае това – той е получил досието на „Шиърс“ от Тихоокеанското командване на флота на САЩ. Така „Шиърс“, оставен без избор, отново е записан на британска служба, с имитиран ранг на майор.
Междувременно, Никълсън подтиква мъжете си да завършат моста навреме. Той дори предлага участието на младшия офицерски състав за физическия труд, правейки уговорката съответните японски офицери също да се присъединят към работата.
Командосите скачат с парашути, но един от тях намира смъртта си при приземяването. Другите трима – Уордън, Шиърс, и канадския лейтенант Джойс (Джефри Хорн), достигат реката с помощта на сиамски жени-носачки и главатаря на тяхното село – Хун Яй. Уордън е ранен при схватка с японски патрул, и трябва да бъде носен на носилка. Все пак тримата достигат моста и, под прикритието на мрака, поставят експлозиви под водата.
Японски влак, превозващ войници и важни официални лица, трябва да мине първи по моста на следващата сутрин и Уордън планира да унищожи едновременно и моста, и влака. Но на сутринта нивото на водата е спаднало, излагайки на показ жицата към детонатора. Правейки последна инспекция, Никълсън забелязва жицата и съобщава това на Сайто. С шума от наближаващия влак, двамата полковници се втурват по брега на реката да осуетят възможното взривяване. Джойс излиза от укритието си и намушва смъртоносно Сайто; Никълсън започва да крещи за помощ, докато се опитва да попречи на Джойс да достигне детонатора. Шиърс преплува реката, но заедно с канадеца е застрелян от японски войници, точно преди да стигне до Никълсън. Яй също е убит, докато води прикриващ огън на Шиърс.
Разпознавайки умиращия Шиърс, Никълсън възкликва „Какво направих?“, опитвайки се да достигне обратно до детонатора. Уордън стреля с минохвъргачка, ранявайки смъртно британския полковник. Никълсън се строполява върху детонатора и го задейства, точно навреме, за да взриви моста и преминаващия влак. След като извиква на сиамкските жени, че е нямал избор и е трябвало да убие двамата командоси, за да не попаднат в ръцете на японците, Уордън хвърля минохвъргачката от скалите и, с помощта на жените, се изтегля от реката.
Станал свидетел на касапницата, Клиптън може само да клати глава невярващо и да повтаря „Лудост! ... Лудост!“

## В ролите
| Актьор        | Роля                                    |
| ------------- | --------------------------------------- |
| Уилям Холдън  | американския флотски офицер/моряк Шиърс |
| Алек Гинес    | полковник Никълсън                      |
| Джак Хокинс   | майор Уордън                            |
| Сесуе Хаякава | полковник Сайто                         |
| Джеймс Доналд | майор Клиптън                           |
| Джефри Хорн   | лейтенант Джойс                         |
| Андре Морел   | полковник Грийн                         |
| Питър Уилямс  | капитан Рийвс                           |
| Джон Боксър   | майор Хюз                               |
| Пърси Хърбърт | редник Грогън                           |
| Харолд Гудуин | редник Бейкър                           |
| Ан Сиърс      | медицинската сестра                     |

## Историческа достоверност
Фиктивният сценарий на филма до голяма степен е базиран на събитията по строежа на един от железопътните мостове над река Меклонг (преименувана на Квеяй през 1960 г.) през 1943 г., на място, наречено Тамакам, на пет километра от тайландския град Канчанабури.
Според Комисията за военните гробища на Британската общност:

„Известната Бирманско-Сиамска железопътна линия, построена от военнопленници от Британската общност, Холандия и САЩ, е японски проект, продиктуван от необходимостта за подобряване на комуникациите в подкрепа на голямата японска армия в Бирма. По време на строителството, умират около 13 000 военнопленници, които са погребани по протежение на линията. От 80 000 до 100 000 цивилни граждани също загиват в хода на проекта – най-вече работници, полагащи принудителен труд, докарани от Малая и холандска Източна Индия, или набрани в Сиам (Тайланд) и Бирма (Мианмар). Два работни лагера – единия в Сиам, а другия в Бирма, работят от двата края на линията, по посока към центъра.“

Събитията, описвани във филма са предимно художествена измислица, и въпреки че изобразяват лошите условия и страданието, причинено от строежа на Бирманската железопътна линия и мостовете ѝ, действителното пресъздаване на реалните условия би било твърде ужасяващо за зрителите. Исторически условията са много по-лоши, отколкото са описаните във филма. Истинският старши офицер на Съюзниците на моста е британския подполковник Филип Тууси. Някои смятат, че филмът е обидна пародия на Тууси. В програмата на Би Би Си Timewatch, бивш затворник в лагера посочва, че е малко вероятно, че човек като Никълсън може да бъде повишен в ранг подполковник; и ако е имало такъв човек в действителност, той е щял да бъде „тихо елиминиран“ от другите затворници. Джули Съмърс, в книгата си „Полковникът от Тамаркан“, пише, че Пиер Бул, който е бил военнопленник в Тайланд, създава измисления герой Никълсън като сбор от спомените си за френски офицери-колаборационисти.
Тууси доста се различава от Никълсън и безспорно не е бил сътрудник, които се е чувствал длъжен да работи с японците. В действителност, Тууси е правел всичко възможно за забавяне на изграждането на моста. Докато Никълсън не одобрява актовете на саботаж и другите опити за забавяне на строителството, Тууси насърчава това: бетонът е лошо смесван, или термити са събирани в големи количества, за да гризат дървените конструкции.
Във връзка с този въпрос писателят Пиер Бул заявява, че е базирал образа на Никълсън въз основа на няколко френски офицери, под чието командване е служил по време на войната. Той категорично отрича твърдението, че книгата е антибританска, макар че много от участващи във филма (включително Алек Гинес) чувстват обратното.
Някои от героите във филма носят имената на реални хора, които са участвали в строежа на Бирманската железопътна линия, но нито ролите им, нито персонажите им, изглежда да са описани точно. Например, истинският старши сержант Рисабуро Сайто е на второ място в командването на лагера, а във филма полковник Сайто е комендант. В действителност, японецът е уважаван от затворниците за това, че е сравнително милостив и справедлив към тях; Тууси по-късно го защитава в обвиненията за военни престъпления след войната, и двамата стават приятели.
Разрушаването на моста, както е показано във филма, е напълно измислено. В действителност, са построени два моста: временен дървен, и няколко месеца по-късно – постоянен стоманобетонен мост. И двата моста са използвани в продължение на две години, докато са унищожени от въздушните бомбардировки на Съюзниците. Стоманеният мост е ремонтиран и е в употреба и до днес.

## Продукция

### Сценарий
Сценаристите на филма, Карл Форман и Майкъл Уилсън, по това време са били в „черния списък“ на Холивуд и са работели по филма тайно. Двамата не си сътрудничат по сценария; Уилсън се заема с него, след като Лийн изразява недоволство от работата на Форман. Официалното признание е за Пиер Бул (който не говори английски), и последвалия „Оскар“ за най-добра адаптация е присъден на него. Едва през 1984 г. Академията на филмовите изкуства и науки на САЩ поправя ситуацията, като присъжда наградата на Форман и Уилсън, посмъртно и за двамата. Последвалите копия на филма най-накрая им отдават дължимото екранно признание.
Филмът като цяло се придържа към романа, с две големи изключения. Шиърс, който в романа е британски офицер от командосите като Уордън, става американски моряк, който успява да избяга от военнопленническия лагер. Също така в романа мостът не е разрушен: влакът пада в реката от взрива, поставен от Уордън, но Никълсън не се строполява върху буталото на детонатора, и моста получава само леки повреди. Бул въпреки това харесва филмовата версия, макар че не е съгласен с нейната кулминация.

### Заснемане
Лийн многократно има пререкания с актьорите, най-вече с Алек Гинес и Джеймс Доналд, които смятат, че романът е антибритански. Режисьорът дълго спори с Гинес за това как да бъде изиграна ролята на Никълсън – Гинес иска да я играе с чувство за хумор и симпатия, а Лийн смята, че Никълсън трябва да бъде „скучен“. При друг случай двамата спорят за сцената, при която Никълсън разсъждава върху кариерата си в армията. Лийн снима сцената в гръб на Гинес и избухва гневно, когато Гинес го пита защо прави така. След като сцената е заснета, режисьорът казва: „Сега всички английски актьори можете да вървите на майната си и да си отивате вкъщи. Слава Богу, че утре започвам работа с американски актьор. (Уилям Холдън)“
Алек Гинес по-късно споделя, че в сцената, когато излиза от „пещта“, подсъзнателно пресъздава походката на сина си Матю, когато се е възстановявал от детски паралич. Той нарича тази походка (от „пещта“ до бараката на Сайто, когато войниците му отдават чест) „най-добрата работа, която съм правил“.
Филмът е международна копродукция на компании от Великобритания и САЩ. Събитията се развиват в Тайланд, но е заснет предимно в близост до град Китулгала, Цейлон (днес Шри Ланка), с няколко заснети сцени в Англия.
Според Turner Classic Movies производителите почти претърпяват крах след снимките на експлозията на моста. За да се гарантира, че ще хванат това еднократно събитие, те използват няколко камери от различни ъгли. Филмът е изпратен до Лондон със самолет за преработка. Когато пратката не пристига навреме, започва търсене на филма в световен мащаб. За ужас на компанията, контейнерите са намерени седмица по-късно на настилката на летище в Кайро, оставени под жаркото египетско слънце. Въпреки че не е бил изложен на пряката слънчева светлина, чувствителният към топлина цветен филм би трябвало да бъде безнадеждно съсипан. Въпреки това, когато обработват снимките, те се оказват перфектни и се появяват във филма.

### Музика
Запомящ се момент във филма е мелодията („Маршът на полковник Боги“), която си подсвиркват военнопленниците, когато влизат в лагера. Произведението е композирано през 1914 г. от Кенет Алфорд. Маршът е придружен от контрамелодия (известна като „Маршът на река Куай“), написана от филмовия композитор, Малкълм Арнолд, и свирена от оркестър извън сцената, който поема мелодията от подсвиркващите войници.
Освен че служи като пример за британската твърдост и достойнство пред лицето на трудностите, „Маршът на полковник Боги“ отправя и друго предизвикателство към британските почитатели на филми, тъй като неговата мелодия се свързва с вулгарна версия за Хитлер, лидер на нацистка Германия, основен съюзник на Япония по време на войната. Въпреки че подигравателния текст не се използва във филма, британските зрители от това време го знаят достатъчно добре, за да започнат да си припяват наум, когато чуят мелодията.
Музиката към филма е до голяма степен описателна и рядко се използва като фон. В много напрегнати, драматични сцени, са използвани само звуците на природата. Пример за това е сцената, в която Уордън и Джойс гонят бягащия японски войник през джунглата, отчаяно опитващи се да му попречат да предупреди другите войници.
Лийн по-късно използва друг марш на Алфорд – „Гласът на оръжията“, във филма „Лорънс Арабски“.

## Награди и номинации

### Награди на Филмовата академия на САЩ
„Мостът на река Куай“ печели 7 награди „Оскар“:
- За най-добър филм – Сам Шпигел
- За най-добър режисьор – Дейвид Лийн
- За най-добра мъжка роля – Сър Алек Гинес
- За най-добра адаптация – Майкъл Уилсън, Карл Форман, Пиер Бул
- За най-добра музика – Малкълм Арнолд
- За най-добър монтаж – Питър Тейлър
- За най-добра кинематография – Джак Хилдярд

Също така е номиниран за най-добра мъжка поддържаща роля – Сесуе Хаякава

### Награди на Британската академия
- За най-добър филм – Дейвид Лийн, Сам Шпигел
- За най-добър британски филм – Дейвид Лийн, Сам Шпигел
- За най-добра мъжка роля – Алек Гинес

### Награди „Златен глобус“
- Най-добър филм – драма
- Най-добър режисьор – Дейвид Лийн
- Най-добър актьор в драматичен филм – Алек Гинес

Получава и номинация за най-добър поддържащ актьор – Сесуе Хаякава

### Други награди
- Награда на Нюйоркската филмова критика за най-добър филм
- Награда на Нюйоркската филмова критика за най-добър режисьор – Дейвид Лийн
- Награда на Нюйоркската филмова критика за най-добър актьор – Алек Гинес
- Награда на Режисьорската гилдия на САЩ – Дейвид Лийн

### Други номинации
- За награда „Грами“ за най-добра филмова музика – Малкълм Арнолд

### Признание
Филмът е избран за съхранение в Националната филмова регистратура на САЩ.
През 2005 г. британската телевизия Channel 4 провежда допитване за 100-те най-добри военни филми. „Мостът на река Куай“ е под номер 10 в класацията, след „Блек Хоук“ и пред The Dam Busters.
Британският филмов институт поставя „Мостът на река Куай“ под номер 11 в класацията си за най-добър британски филм.
В сродните класации на Американския филмов институт:
- 1998 г. – 100 години Американски филмов институт... 100 филма – 13-о място
- 2001 г. – 100 години Американски филмов институт... 100 тръпки – 58-о място
- 2006 г. – 100 години Американски филмов институт... 100 вдъхновения – 14-о място
- 2007 г. – 100 години Американски филмов институт... 100 филма (издание по случай 10-годишнината на наградата) – 36-о място